# Templo de Belona (Roma)

El templo de Belona fue un templo romano dedicado a la diosa Belona y situado junto al templo de Apolo Sosiano y el teatro de Marcelo en la antigua Roma, al pie del Monte Palatino

## Historia
Su construcción se debió a un voto de Apio Claudio el Ciego en su batalla contra los etruscos y los samnitas en 296 a. C., en la zona posterior del circo Flaminio, fuera del pomerium sino junto a las Murallas Servianas.
Los restos que pueden verse hoy en día pertenecen a una reconstrucción en el período de Augusto que no mencionan las fuentes literarias, pero probablemente está relacionada con la transformación de la zona durante la construcción del teatro en ese momento. Augusto, relacionado con el fundador del templo a través de su esposa, pudo haber reconstruido el templo o bien el dedicante pudo haber sido Publio Clodio Pulcro, cónsul de 38 a. C., un aliado leal y suegro de Augusto.
Solamente se conservan partes del núcleo de hormigón de cascotes de toba; toda la piedra de sillería ha sido robada. Unos pocos fragmentos sueltos de arquitectura de mármol de Carrara y travertino, encontrados cerca, tales como un colosal capitel decorado con un peto y hojas de palma, se atribuyen al alzado del templo. Gracias a la información proporcionada por el Forma Urbis sabemos que tenía seis columnas a lo largo de los lados más cortos y nueve a lo largo de los lados más largos, asimismo se accedía al podio a través de una escalera frontal.

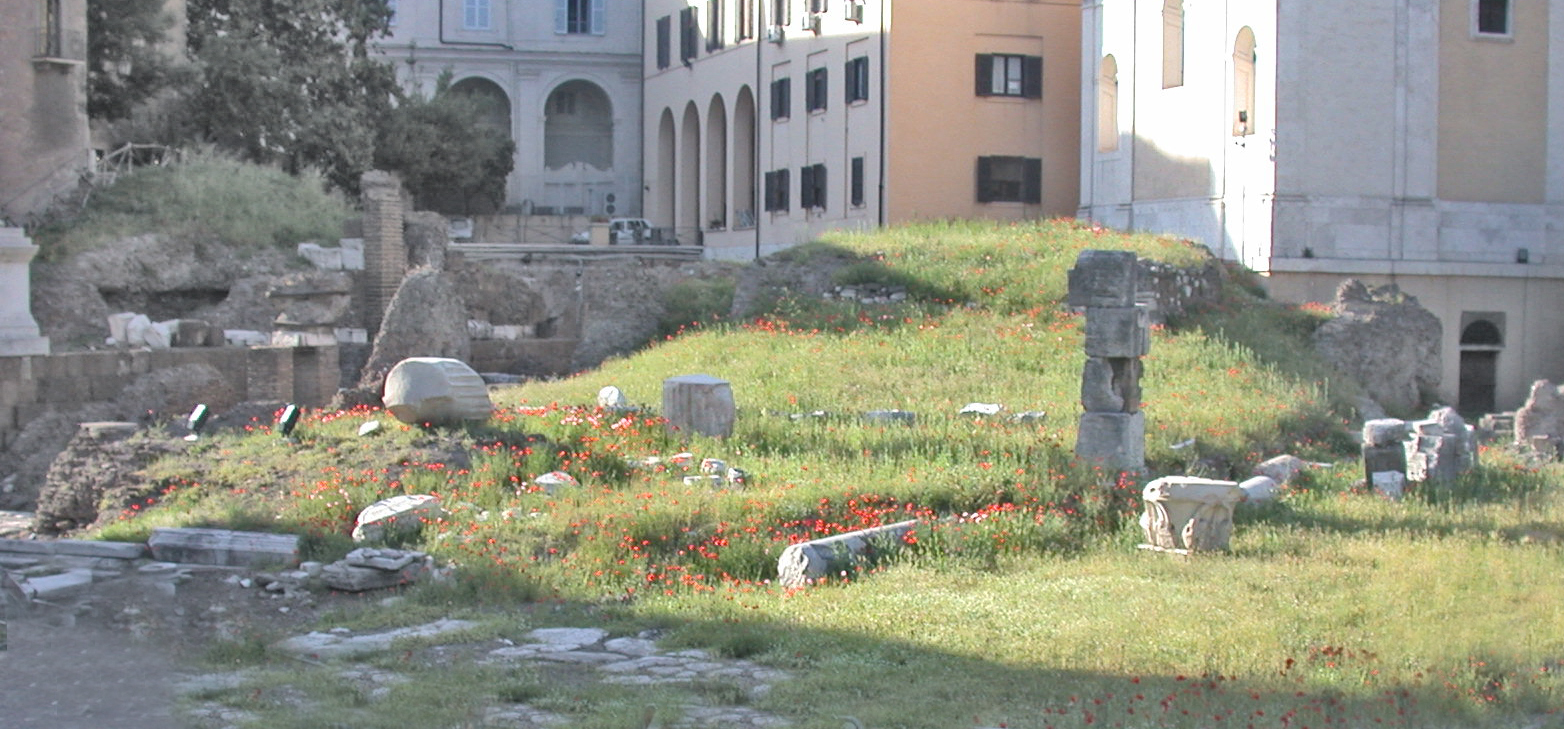
Restos del templo de Belona.